# Torre dei Sacchetti
La torre dei Sacchetti si trova in via Condotta, nel centro di Firenze.

## Storia e descrizione
I Sacchetti sono un'antica famiglia fiorentina di parte guelfa (le prime notizie risalgono agli inizi del Duecento), il cui esponente più famoso è Franco Sacchetti, scrittore di una raccolta detta  Il Trecentonovelle (scritta alla fine del Trecento) vagamente ispirato al Decameron di Giovanni Boccaccio.

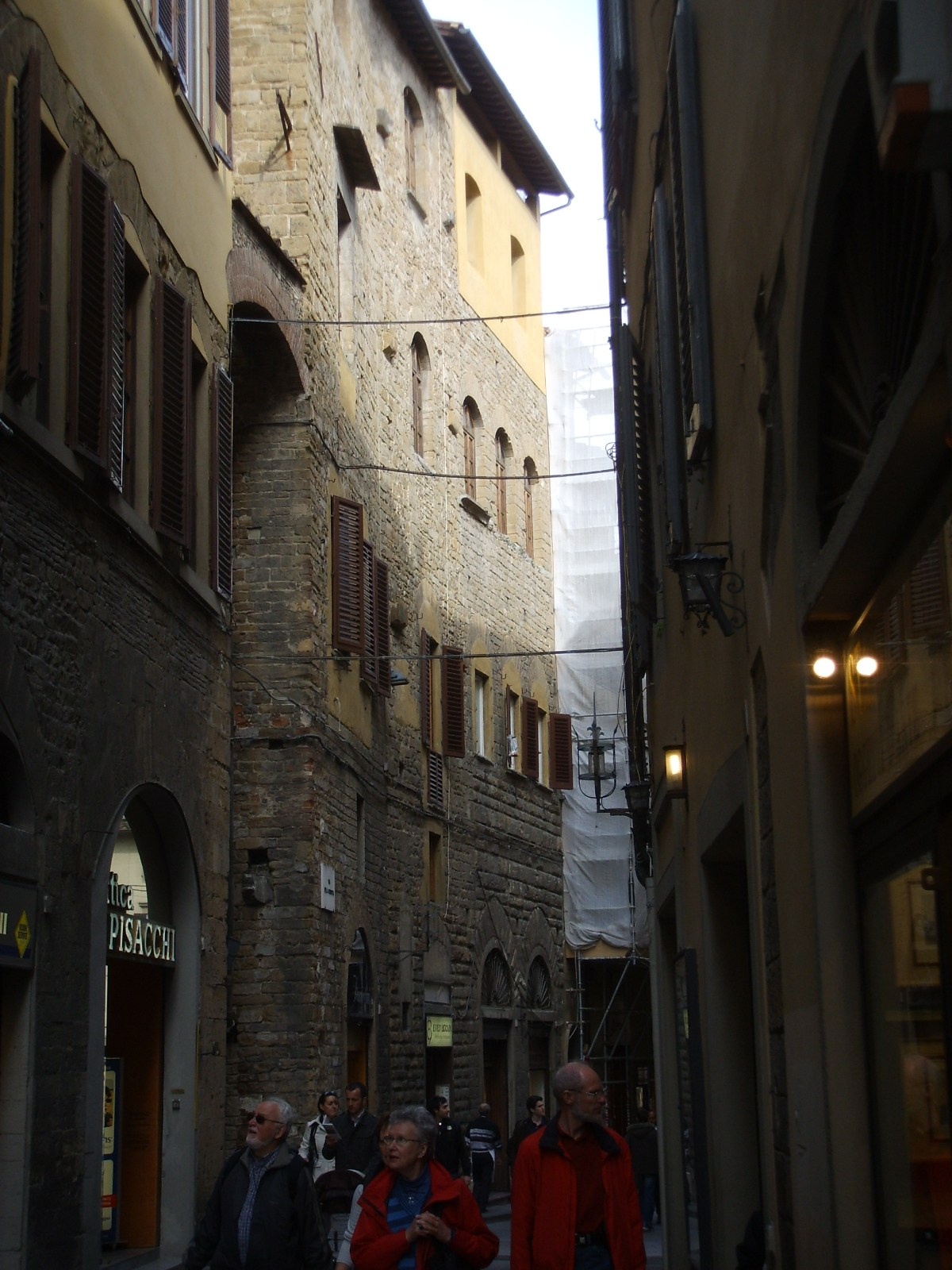
Veduta da via della Condotta

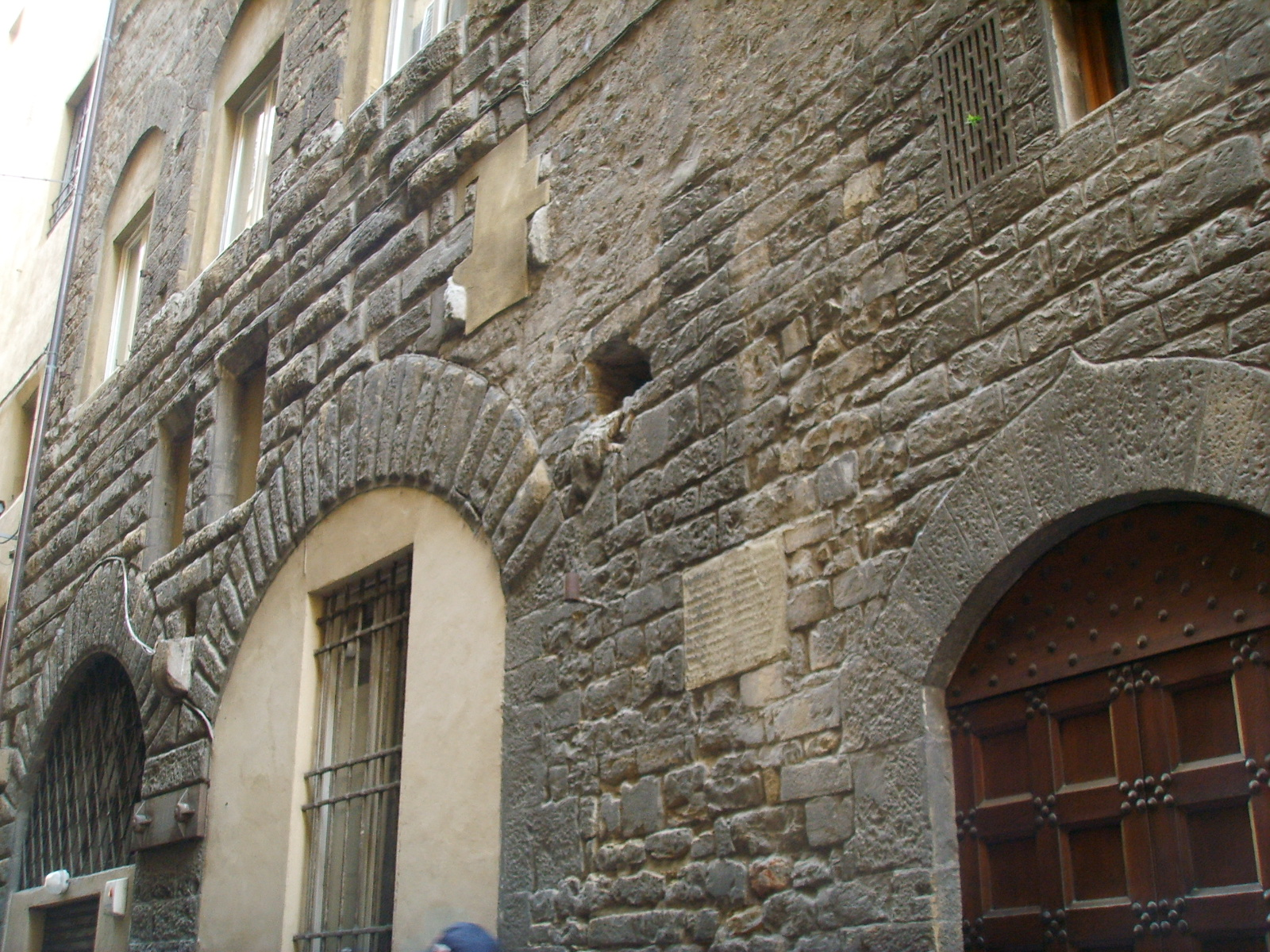
La muratura

Il momento di maggior prestigio familiare risale al periodo dopo il trionfo dei guelfi, seguito alla battaglia di Benevento (1266), quando alcuni suoi componenti ricoprirono incarichi importanti per la Repubblica Fiorentina come quello di priore e gonfaloniere.
La torre odierna risale al XIII secolo e si inseriva anticamente nel sistema difensivo attorno alla Badia Fiorentina. Al piano terra restano due ampi portali gemelli affiancati, con grandi ghiere a sesto acuto. La superficie esterna è rivestita dal tipico filaretto in pietra a eccezione dell'ultimo piano che è intonacato.
È stata in parte modificata da restauri ottocenteschi.